# Stephanopis macleayi
Stephanopis macleayi es una especie de araña del género Stephanopis, familia Thomisidae.

## Distribución
Se distribuye por Australia: Nueva Gales del Sur.

## Taxonomía
Fue descrita por Bradley en 1871.
Tratamiento taxonómico
La especie aparece registrada y publicada en Bradley 1871: 238.